# Gavin Grant
Gavin Grant – amerykański pisarz oraz redaktor fantastyki naukowej.
Prowadzi Small Beer Press wraz ze swoją żoną, Kelly Link. Ponadto był redaktorem Lady Churchill’s Rosebud Wristlet od 1996. W latach 2003–2008 współredagował  wraz z żoną oraz Ellen Datlow serię antologii, Year’s Best Fantasy and Horror. W 2004 jedna z ich antologii została nagrodzona nagrodą Brama Strokera w kategorii best horror anthology.
Przeprowadził się do Stanów Zjednoczonych ze Szkocji w 1991. Jest żonaty z Kelly Link i mieszka z nią w Northampton w stanie Massachusetts.